# Waduk Jatiluhur
Waduk Jatiluhur (indonesiska: Jatiluhur Reservoir, Djatiluhur Reservoir) är en reservoar i Indonesien.   Den ligger i provinsen Jawa Barat, i den västra delen av landet, 60 km sydost om huvudstaden Jakarta. Waduk Jatiluhur ligger 101 meter över havet. Arean är 71 kvadratkilometer. Den sträcker sig 17,5 kilometer i nord-sydlig riktning, och 14,3 kilometer i öst-västlig riktning.